# Argument för Frihet och Rätt
Argument för Frihet och Rätt var en antikommunistisk tidning som publicerades från 1965 och utkom med sitt sista nummer 1990. Svante Hjertstrand fungerade som chefredaktör.

## Bildande
Argument hade sin upprinnelse i Kongokrisen i det nybildade Kongo, där Sverige inom ramen för Förenta nationerna deltog med stridande förband och flygvapen på centralregeringens sida under den marxistiskt orienterade regeringens krig mot utbrytarprovinsen Katanga. Det väckte betydande opposition i breda kretsar i Sverige och tidningen blev en röst för detta motstånd.

## Modus operandi(praktik/tillvägagångssätt)
Katangakonflikten löstes snart men istället seglade vietnamkriget upp som tidens stora politiska fråga. Argument stödde den vacklande regimen i Sydvietnam och USA:s insatser till dess förmån. Tidningen försvarade både militärjuntan som kom till makten i Grekland genom en statskupp 1967, då tidningen ansåg att juntan var utsatt för "en besinningslös kampanj" i svensk massmedia och militärdiktaturen i Chile, som tidningen hävdade räddade landet från Salvador Allendes påstådda planer på en kommunistisk statskupp. Tidningen förnekade även att det förekom tortyr i någon av de två militärdiktaturerna, trots omfattande bevisning om att det motsatta var fallet. Överlag stödde tidningen antikommunistiska regimer under det kalla kriget, oavsett om dessa var demokratier eller militärdiktaturer.[källa behövs]

## Finansiering
Enligt en uppgift i Svenska Dagbladet 1978 finansierades av CIA, på vägar som var så krångliga att inte ens chefredaktören kände till saken, vilket också bekräftas av en artikel från 1977 från New York times. något som också Hjertstrand har senare sagt att han inte vetat något om detta och att tidningen finansierades med bidrag och prenumerationsintäkter. Några arvoden betalades aldrig. Det var viktigt för honom att Argument skulle vara en svensk angelägenhet. Han publicerade däremot några texter som skrivits av personer anställda av CIA.
Argument trycktes som mest i en upplaga på 30 000, varav största delen delades ut gratis men man hade också flera tusen betalande prenumeranter. Utgivningstakten var oregelbunden med cirka fyra nummer per år och fortsatte i full skala till ungefär 1978. Därefter utkom den mera sporadiskt, och 1984–1990 endast som daterade informationsblad.

## Medverkande
Bland dem som medverkade i tidningen fanns Birger Nerman, Ture Nerman, Åke Thulstrup och kretsen kring Nya Tisdagsklubben och Gillis Hammar och kretsen kring Kämpande demokrati. Andra medverkande var Christopher Jolin och Lennart Hane.